# Thelyphonidae
Thelyphonidae Lucas, 1835 è una famiglia di Uropigi che comprende circa 75 specie.

## Aspetti morfologici
Questi aracnidi, lunghi da 1 a 7,2 cm, sono appiattiti e bruni. 
Hanno quattro paia di zampe. Le ultime tre paia servono a marciare. Il paio anteriore è più snello e lungo delle altre e ha funzione fondamentalmente sensoriale. Il cefalotorace non ha setti. Porta un paio di occhi centrali sulla fronte e quattro o cinque paia di occhi ai lati.

## Distribuzione e habitat
Sono presenti in India, Malaysia e Papua Nuova Guinea; nelle parti nordorientali del Sudamerica e nelle regioni tropicali e subtropicali del Nordamerica. Vivono nel suolo, nella lettiera, e nel legno marcescente, sotto i sassi e nelle caverne. Alcune specie si rinvengono nei deserti.

## Biologia
Sono principalmente notturni e utilizzano i forti pedipalpi per scavare gallerie.

### Riproduzione
Le danze nuziali terminano con il maschio che conduce la femmina sullo spermatoforo che ha collocato sul suolo e che spinge nell'apertura genitale della femmina. I neonati sono trasportati sul corpo della femmina per parecchie settimane, fino a quando non sono in grado di provvedere a sé stessi.

### Relazioni con l'uomo
Questi aracnidi non pungono, ma possono pizzicare con i potenti pedipalpi.